# Дом офицеров (Томск)
Томский Дом офицеров — старинное здание в Томске, построенное в 1898—1900 годах архитектором К. К. Лыгиным, использовалось для общественных нужд.

## История
На этом месте в 1840—1850-е годы находилось имение томского золотопромышленника миллионера Ф. А. Горохова с огромным садом. Впоследствии хозяин имения разорился, а 1894 году главный, деревянный, дом имения сгорел.
Комитет в составе А. Е Кухтерина, Н. Я. Беляева, Н. П. Меженинова, К. К. Лыгина, И. Л. Фуксмана организовал на освободившемся участке строительство каменного здания для общественных нужд Томска.
В построенном К. Лыгиным здании разместилось Общественное собрание Томска. Торжественное открытие нового здания состоялось 1 (12) января 1900 года. Здесь собирались купцы, чиновники, интеллигенция. В здании имелись одна из крупнейших в Томске библиотек, концертный зал на 1000 мест, в котором проводились различные увеселительные мероприятия и благотворительные вечера. На сцене зрительного зала собрания регулярно шли концерты. Так, в Общественном собрании выступали выдающаяся русская актриса Вера Комиссаржевская (8 (21) мая 1909 года), артисты российских театров Григорий Ге, Мамонт Дальский, Василий Далматов, Мария Петипа, Константин Варламов, крупнейшие отечественные певцы Леонид Витальевич Собинов (апрель 1910 года), Константин Александрович Варламов (1910), Павел Николаевич Орленев (1910, 1911, 1915), Анастасия Дмитриевна Вяльцева (ноябрь 1910 года).
При Общественном собрании действовал собственный оркестр (капельмейстеры М. И. Маломет, с 1902 года — Я. С. Медлин).

## Новая история
С установлением в городе Советской власти Общественное собрание было преобразовано в рабоче-красноармейский клуб, первоначально носивший имя большевика Ивана Смирнова, а позже — Николая Яковлева. 27 ноября 1920 года в помещениях клуба прошло торжественное заседание губкома РСДРП(б) и общественных организаций Томска совместно с представителями от воинских частей гарнизона, на котором с большой речью выступал Председатель ВЦИК М. И. Калинин.
В годы Гражданской войны здесь находились отделения военного госпиталя.
В первые годы советской власти здание было отремонтировано, и в 1922 году здесь открылся Большой городской театр. Затем здесь работал городской кинотеатр № 1; после некоторого перерыва, в 1931 году в здании был открыт гарнизонный Дом Красной армии (с 1 сентября 1945 года — Дом офицеров).
Во второй половине 1940-х и 1950-х годах здесь работали Вечерний университет, Школа жён офицеров, драматический кружок, кружок баянистов, стрелковая женская команда, выступали популярные исполнители.
В апреле 1956 года в зале Дома офицеров один концерт дал Александр Вертинский.
6 марта 1959 года постановлением Совета министров СССР томскому гарнизонному Дому офицеров присвоено имя Н. Н. Яковлева, а позже в фойе здания был установлен бюст Яковлева.
Значительную часть второй половины XX века здание (после неудачного капитального ремонта конца 1960-х годов) оставалось в состоянии, требующем серьёзной реконструкции. Она была проведена на рубеже 1990-х — начале 2000-х годов. Здесь разместились шахматный клуб имени Петра Измаилова (позже здесь же была открыта шахматная школа), Центр научно-технической информации по вопросам использования атомной энергии Сибирского химического комбината, Военно-страховая и Военно-мемориальная компании и другие организации.

## Современность
В конце 2000-х годов Министерство обороны Российской Федерации, владевшее зданием, закрыло его, выселив все находившиеся там организации. Летом 2011 года было объявлено, что в ближайшем будущем Дом офицеров перейдёт на баланс муниципалитета города Томска. Осенью того же года права на здание перешли томской мэрии.
В 2020 году пресс-служба администрации Томской области объявила о планах создания на площадях здания Сибирского филиала Государственного музея изобразительных искусств имени А. С. Пушкина и начале проведения ремонта интерьеров.